# Hubert Leuchter
Hubert Leuchter es un deportista alemán que compitió para la RFA en taekwondo. Ganó dos medallas en el Campeonato Mundial de Taekwondo en los años 1975 y 1979, y dos medallas en el Campeonato Europeo de Taekwondo en los años 1976 y 1978.

## Palmarés internacional
| Campeonato Mundial | Campeonato Mundial   | Campeonato Mundial | Campeonato Mundial |
| Año                | Lugar                | Medalla            | Categoría          |
| ------------------ | -------------------- | ------------------ | ------------------ |
| 1975               | Seúl (Corea del Sur) | Medalla de bronce  | –58 kg             |
| 1979               | Stuttgart (RFA)      | Medalla de bronce  | –64 kg             |
| Campeonato Europeo |                      |                    |                    |
| Año                | Lugar                | Medalla            | Categoría          |
| 1976               | Barcelona (España)   | Medalla de bronce  | –68 kg             |
| 1978               | Múnich (RFA)         | Medalla de oro     | –63 kg             |